# Lente de Fresnel

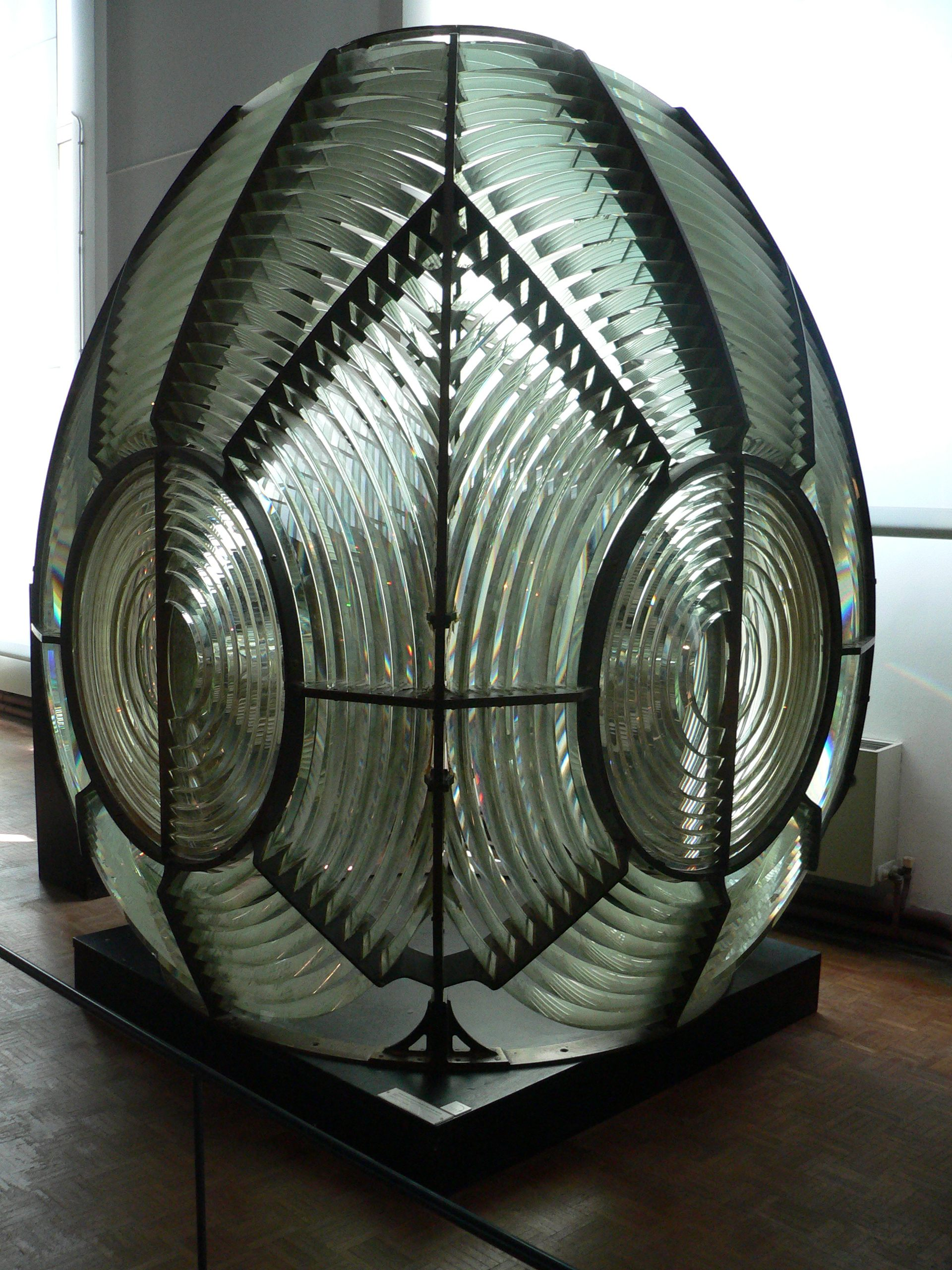
Lentes de Fresnel en exhibición en el Museo Nacional de la Marina de París, Francia.

La lente de Fresnel, llamada así por su inventor, el físico francés Augustin-Jean Fresnel, es un diseño que permite la construcción de lentes de gran apertura y una corta distancia focal sin el peso y volumen de material que debería usarse en una lente de diseño convencional. Fue inventada en 1822 y probada por primera vez al año siguiente en el faro de Cordouan.
Cuando las lentes son grandes, su grosor puede hacerse excesivo, haciendo la lente muy pesada y cara. En vez de ello, se puede mantener los radios de curvatura de las lentes separándolas en anillos circulares. El grosor de la lente en cada anillo es diferente, eliminando el enorme espesor que tendría la lente de ser sus superficies continuas, mientras que la superficie presenta un aspecto escalonado. Se emplean en lupas planas con formato de tarjeta de crédito, linternas de los faros, faros de automóviles u otros vehículos, indicadores de dirección, visores de realidad virtual, paneles solares, etcétera.

Corte transversal de dos lentes de potencia equivalente: 1. lente de Buffon / Fresnel, 2. plano-convexa tradicional. (La versión de Buffon era biconvexa).

## Descripción
La vista de primer plano de una lente Fresnel plana muestra círculos concéntricos en la superficie.
La lente Fresnel reduce la cantidad de material requerido en comparación con una lente convencional al dividir la lente en un conjunto de secciones anulares concéntricas. Una lente de Fresnel ideal tendría un número infinito de secciones. En cada sección, el grosor total se reduce en comparación con una lente simple equivalente. Esto divide efectivamente la superficie continua de una lente estándar en un conjunto de superficies de la misma curvatura, con discontinuidades escalonadas entre ellas.
En algunas lentes, las superficies curvas se reemplazan por superficies planas, con un ángulo diferente en cada sección. Una lente de este tipo se puede considerar como una serie de prismas dispuestos de forma circular, con prismas más pronunciados en los bordes y un centro plano o ligeramente convexo. En las primeras (y más grandes) lentes Fresnel, cada sección era en realidad un prisma separado. Más tarde se produjeron lentes Fresnel de "pieza única", que se utilizaron para faros de automóviles, lentes de freno, de estacionamiento y de señal de giro, etc. En los tiempos modernos se usan equipos de fresado controlado por computadora (CNC) o las impresoras 3-D para fabricar lentes más complejas.
El diseño de la lente de Fresnel permite una reducción sustancial en el grosor (y por lo tanto en la masa y el volumen de material), a expensas de reducir la calidad de imagen de la lente, por lo que las aplicaciones de imágenes precisas como la fotografía todavía utilizan lentes convencionales más grandes.
Las lentes de Fresnel suelen estar hechas de vidrio o plástico; su tamaño varía desde grandes (viejos faros históricos, de un tamaño de 1 metro) a medianos (ayudas para leer libros, proyectores de visualización OHP) a pequeños (pantallas de cámaras TLR / SLR , microóptica). En muchos casos, son muy delgadas y planas, casi flexibles, con espesores en el rango de 1 a 5 mm ( 1⁄32 a 3⁄16 in).
La mayoría de las lentes Fresnel modernas constan solo de elementos refractivos. Las lentes de los faros, sin embargo, tienden a incluir elementos tanto refractores como reflectantes, estos últimos fuera de los anillos metálicos que se ven en las fotografías. Mientras que los elementos internos son secciones de lentes refractivas, los elementos externos son prismas reflectantes, cada uno de los cuales realiza dos refracciones y una reflexión total interna, evitando la pérdida de luz que se produce en la reflexión de un espejo plateado.

## Invención
Este tipo de lente fue inventada por el físico francés Augustin-Jean Fresnel en 1822, como una mejora para las grandes lentes esféricas utilizadas en los faros. El diseño innovador de Fresnel permitió reducir el tamaño y el peso de las lentes, a la vez que mantenía su capacidad de enfoque. Esta invención tuvo un impacto significativo en la navegación marítima, ya que permitió la creación de faros más eficientes y económicos.
Fresnel logró este avance mediante la división de la superficie esférica tradicional en una serie de anillos delgados y concéntricos, cada uno con una inclinación específica para refractar la luz de manera efectiva. Esta estructura, a diferencia de una lente convencional, no requiere una gran cantidad de material, lo que reduce considerablemente el tamaño y el peso. Los anillos de la lente de Fresnel actúan como múltiples superficies planas, lo que permite un diseño más compacto y ligero sin sacrificar la capacidad de concentración de la luz.
La aplicación más famosa de la lente de Fresnel ha sido en los faros, donde se utiliza para proyectar haces de luz hacia largas distancias. A lo largo del tiempo, las lentes de Fresnel también han encontrado aplicaciones en otros campos, como en la cinematografía, las linternas, y más recientemente, en sistemas de concentración solar. La creación de la lente de Fresnel es uno de los logros más importantes de la óptica del siglo XIX y sigue siendo fundamental en diversas aplicaciones tecnológicas modernas.

## Usos

### Imágenes

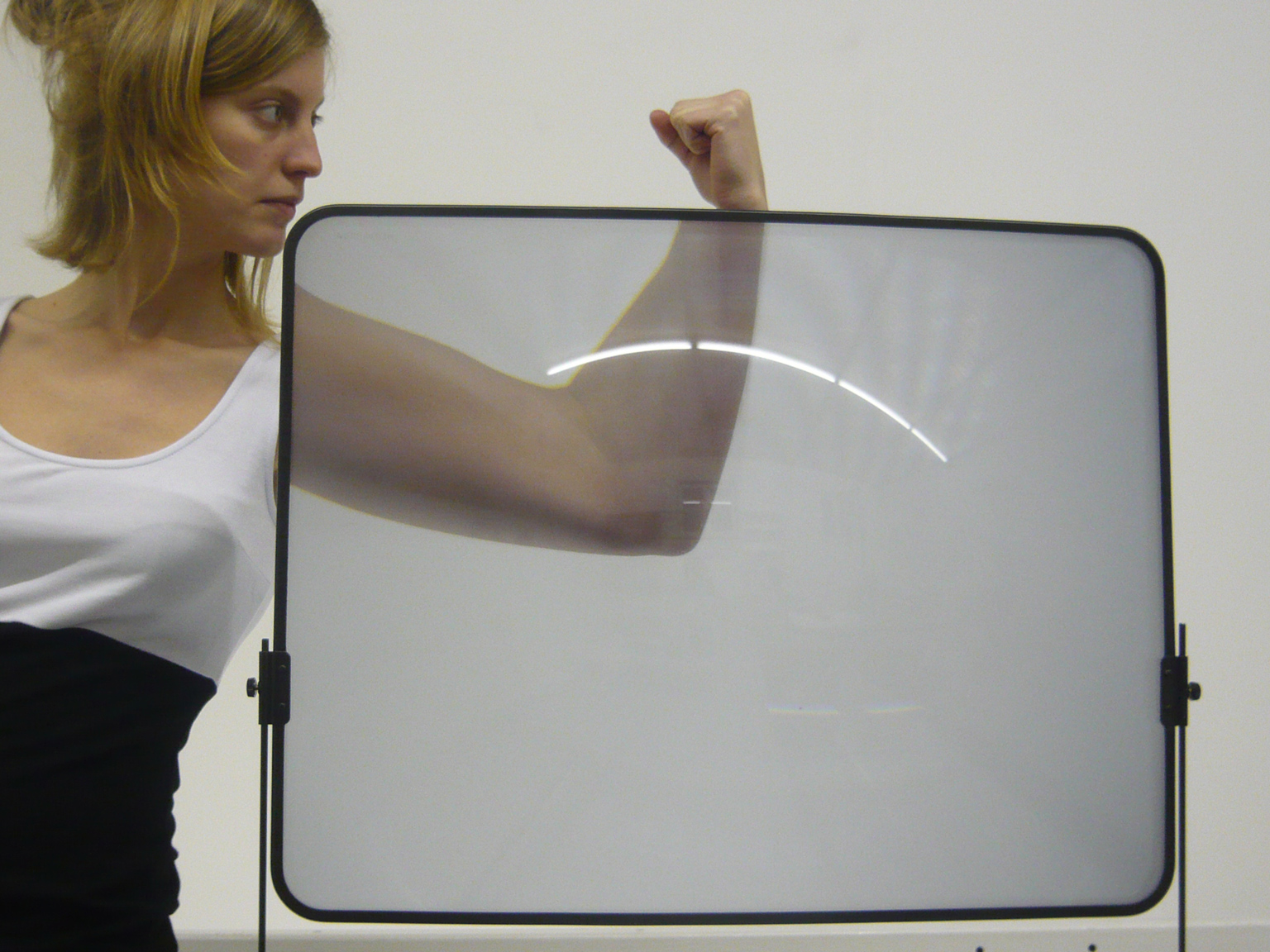
Lente de plástico Fresnel vendida como dispositivo de ampliación de pantalla de TV.

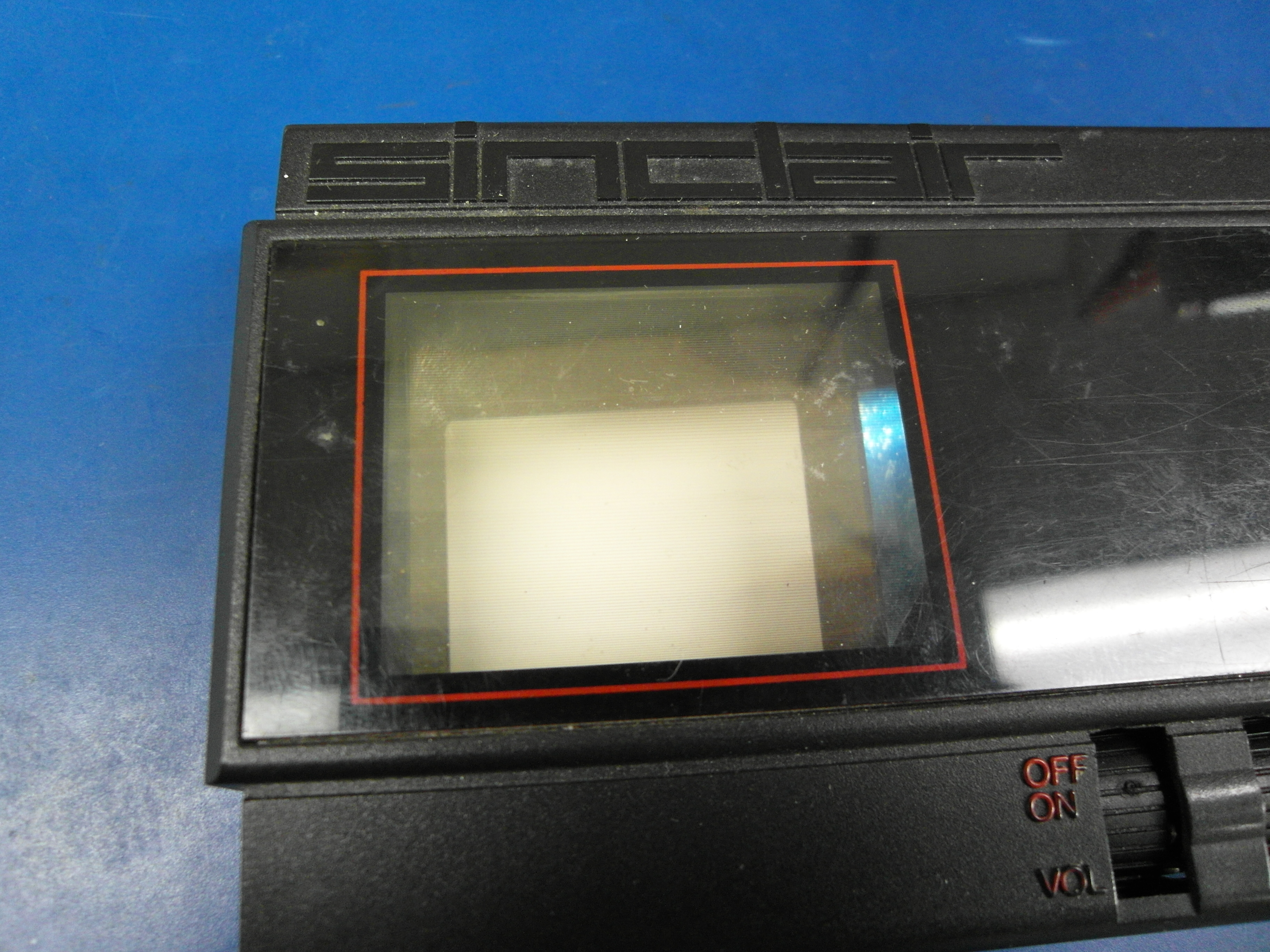
La lente Fresnel utilizada en el televisor CRT portátil Sinclair FTV1, que solo amplía el aspecto vertical de la pantalla.

Las lentes de Fresnel se utilizan como simples lupas de mano. También se utilizan para corregir varios trastornos visuales, incluidos los trastornos de la motilidad ocular como el estrabismo. Se han utilizado lentes Fresnel para aumentar el tamaño visual de las pantallas CRT en televisores de bolsillo, en particular el Sinclair TV80. También se utilizan en semáforos.
Las lentes Fresnel se utilizan en los camiones europeos con volante a la izquierda que entran en el Reino Unido y la República de Irlanda (y viceversa, los camiones irlandeses y británicos con volante a la derecha que entran en Europa continental) para superar los puntos ciegos causados por el conductor que opera el camión mientras sentarse en el lado equivocado de la cabina en relación con el lado de la carretera en el que se encuentra el automóvil. Se adhieren a la ventana del lado del pasajero.
Otra aplicación automovilística de una lente Fresnel es un potenciador de la vista trasera, ya que el amplio ángulo de visión de una lente colocada en la ventana trasera permite examinar la escena detrás de un vehículo, particularmente uno alto o con cola de farol, de manera más efectiva que una vista trasera mediante un espejo solo.
Las lentes de Fresnel multifocales también se utilizan como parte de las cámaras de identificación de retina, donde proporcionan múltiples imágenes enfocadas y desenfocadas de un objetivo de fijación dentro de la cámara. Para prácticamente todos los usuarios, al menos una de las imágenes estará enfocada, lo que permitirá una correcta alineación de los ojos.
Las lentes de Fresnel también se han utilizado en el campo del entretenimiento popular. El artista de rock británico Peter Gabriel las utilizó en sus primeras presentaciones en vivo en solitario para magnificar el tamaño de su cabeza, en contraste con el resto de su cuerpo, para un efecto dramático y cómico. En la película de Terry Gilliam Brazil, las pantallas de plástico Fresnel aparecen ostensiblemente como lupas para los pequeños monitores CRT utilizados en las oficinas del Ministerio de Información. Sin embargo, de vez en cuando aparecen entre los actores y la cámara, distorsionando la escala y la composición de la escena con un efecto humorístico. La película de Pixar Wall-E presenta una lente Fresnel en las escenas donde el protagonista mira el musical Hello, Dolly! ampliada en un iPod.

### Fotografía
Canon y Nikon han utilizado lentes Fresnel para reducir el tamaño de los teleobjetivos. Las lentes fotográficas que incluyen elementos de Fresnel pueden ser mucho más cortas que el diseño de lente convencional correspondiente. Nikon llama a la tecnología Phase Fresnel.
La cámara Polaroid SX-70 utilizó un reflector Fresnel como parte de su sistema de visualización.
Las cámaras View y de gran formato pueden utilizar una lente Fresnel junto con el vidrio esmerilado, para aumentar el brillo percibido de la imagen proyectada por una lente sobre el vidrio esmerilado, ayudando así a ajustar el enfoque y la composición.

### Iluminación

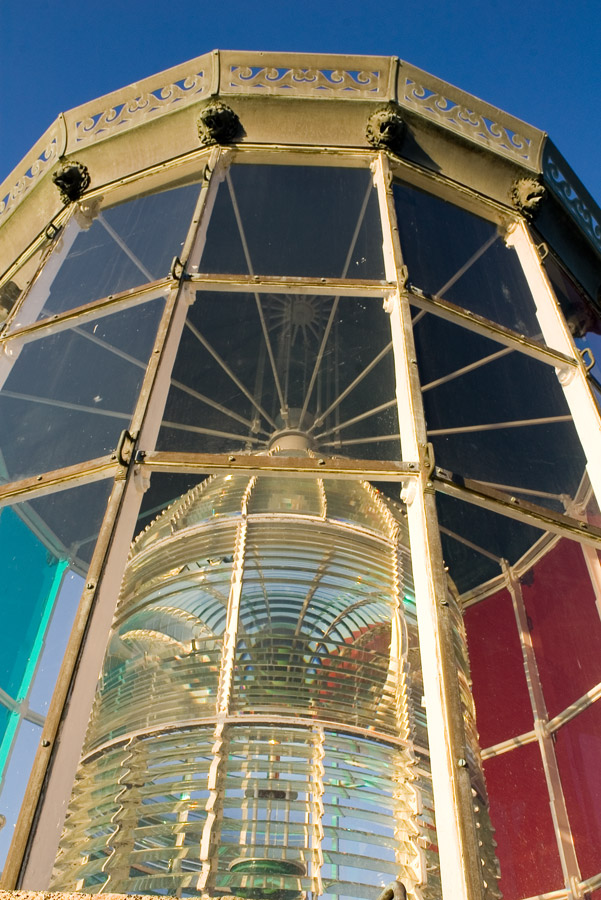
Lente Fresnel del faro de Cordouan. La primera lente instalada allí fue desmontada y sustituida por una lente Fresnel mejor en 1856.

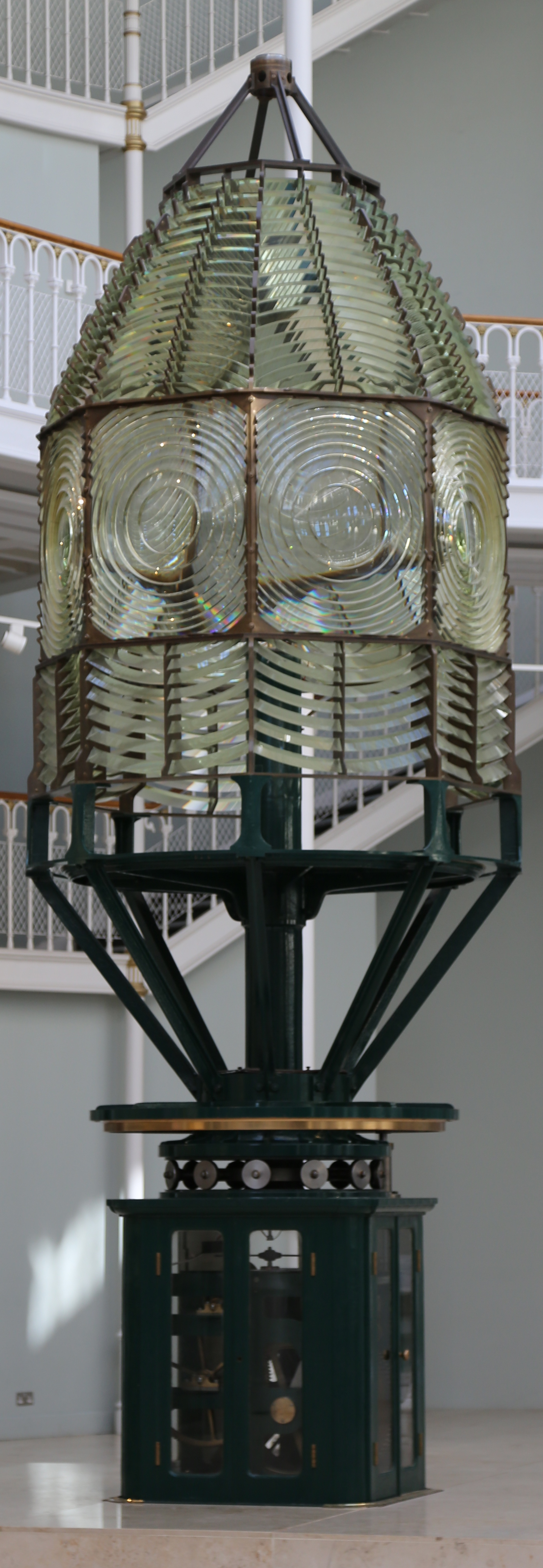
Mecanismo de accionamiento y lente del faro de Inchkeith.

Las lentes Fresnel de vidrio de alta calidad se utilizaron en los faros, donde se consideraron de vanguardia a fines del siglo XIX y hasta mediados del siglo XX; la mayoría de los faros han retirado del servicio las lentes de vidrio Fresnel y las han reemplazado por balizas aerodinámicas mucho menos costosas y más duraderas, que a menudo contienen lentes de plástico Fresnel. Los sistemas de lentes Lighthouse Fresnel generalmente incluyen elementos prismáticos anulares adicionales, dispuestos en cúpulas facetadas encima y debajo del Fresnel planar central, para captar toda la luz emitida por la fuente de luz. La trayectoria de la luz a través de estos elementos puede incluir una reflexión interna, en lugar de una simple refracción.en el elemento plano de Fresnel. Estos lentes conferían muchos beneficios prácticos a los diseñadores, constructores y usuarios de faros y su iluminación. Entre otras cosas, las lentes más pequeñas podrían caber en espacios más compactos. Una mayor transmisión de luz a distancias más largas y patrones variados hicieron posible triangular una posición.
Quizás el uso más extendido de las lentes de Fresnel, durante un tiempo, ocurrió en los faros de los automóviles, donde pueden dar forma al haz aproximadamente paralelo del reflector parabólico para cumplir con los requisitos de los patrones de las luces de cruce y de carretera, a menudo ambos en la misma unidad de faro (como el diseño europeo H4). Por razones de economía, peso y resistencia al impacto, los automóviles más nuevos han prescindido de lentes de vidrio Fresnel, utilizando reflectores multifacéticos con lentes de policarbonato liso. Sin embargo, las lentes Fresnel continúan en uso generalizado en las luces traseras, de marcador y de marcha atrás de los automóviles.
Las lentes de vidrio Fresnel también se utilizan en instrumentos de iluminación para teatro y películas (ver linterna Fresnel); tales instrumentos a menudo se denominan simplemente Fresnels. Todo el instrumento consta de una carcasa de metal, un reflector, un conjunto de lámpara y una lente de Fresnel. Muchos instrumentos de Fresnel permiten que la lámpara se mueva en relación con el punto focal de la lente, para aumentar o disminuir el tamaño del haz de luz. Como resultado, son muy flexibles y, a menudo, pueden producir un haz tan estrecho como 7 ° o tan ancho como 70°.  La lente de Fresnel produce un haz de bordes muy suaves, por lo que se usa a menudo como luz de lavado. Un soporte delante de la lente puede contener una película de plástico de color ( gel) para teñir la luz o pantallas de alambre o plástico esmerilado para difundirlo. La lente Fresnel es útil en la realización de películas cinematográficas no solo por su capacidad para enfocar el haz de luz más brillante que una lente típica, sino también porque la luz tiene una intensidad relativamente constante en todo el ancho del haz de luz.

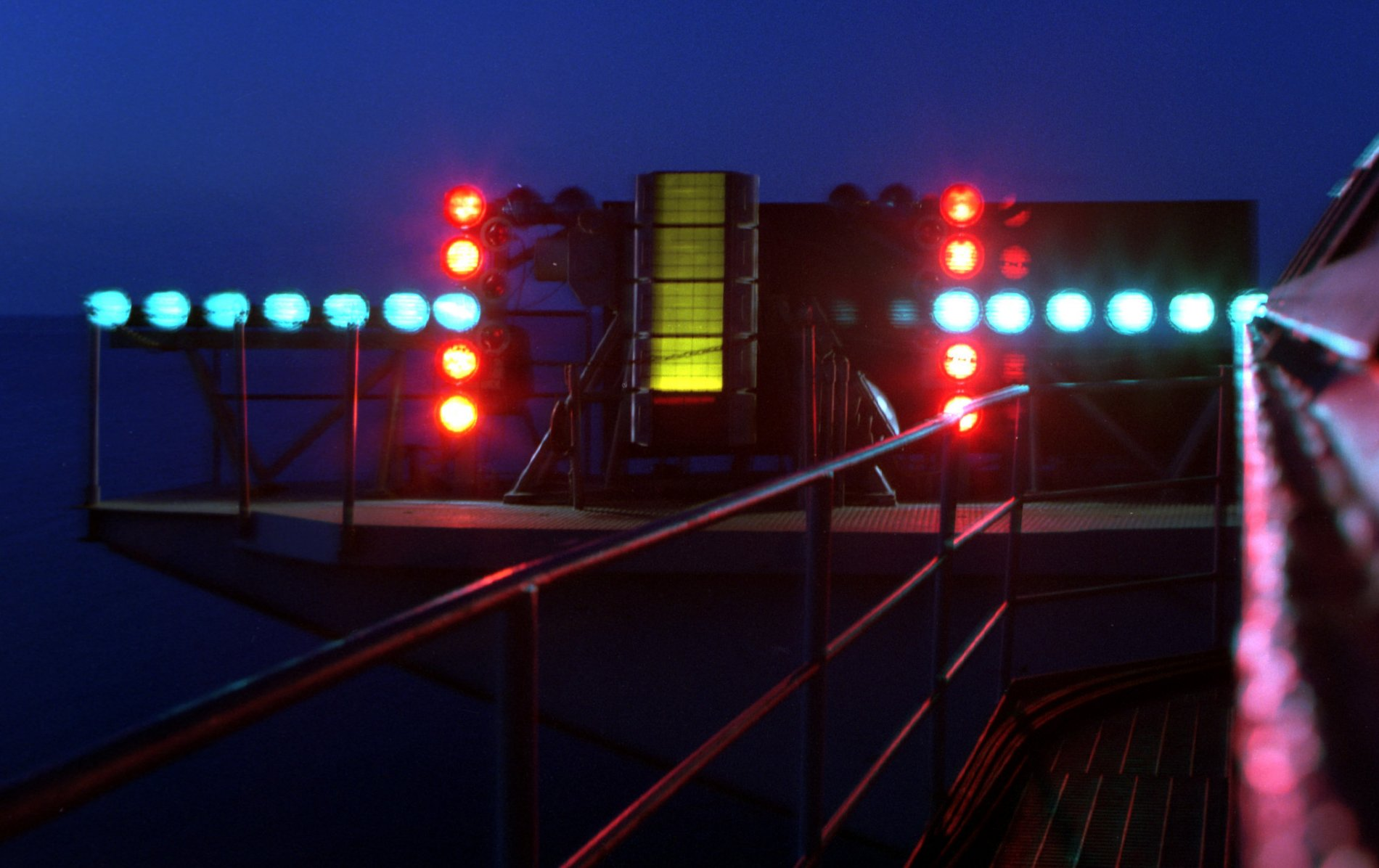
Sistema de aterrizaje óptico en el portaaviones USS Dwight D. Eisenhower de la Marina de los EE. UU.

Los portaaviones y las estaciones aéreas navales suelen utilizar lentes Fresnel en sus sistemas ópticos de aterrizaje. La luz de "albóndiga" ayuda al piloto a mantener la pendiente de planeo adecuada para el aterrizaje. En el centro hay luces ámbar y rojas compuestas por lentes Fresnel. Aunque las luces siempre están encendidas, el ángulo de la lente desde el punto de vista del piloto determina el color y la posición de la luz visible. Si las luces aparecen sobre la barra horizontal verde, el piloto está demasiado alto. Si está por debajo, el piloto está demasiado bajo, y si las luces están en rojo, el piloto está muy bajo.

### Proyección
El uso de lentes Fresnel para la proyección de imágenes reduce la calidad de la imagen, por lo que tienden a usarse solo donde la calidad no es crítica o donde la mayor parte de una lente sólida sería prohibitiva. Los lentes Fresnel baratos se pueden estampar o moldear de plástico transparente y se utilizan en retroproyectores y televisores de proyección.
Las lentes Fresnel de diferentes distancias focales (un colimador y un colector) se utilizan en proyecciones comerciales y de bricolaje. La lente del colimador tiene la distancia focal más baja y se coloca más cerca de la fuente de luz, y la lente colectora, que enfoca la luz en la lente triple, se coloca después de la imagen de proyección (un panel LCD de matriz activa en los proyectores LCD). Las lentes de Fresnel también se utilizan como colimadores en retroproyectores.

### Energía solar
Dado que las lentes de plástico Fresnel se pueden hacer más grandes que las lentes de vidrio, además de ser mucho más baratas y ligeras, se utilizan para concentrar la luz solar para calentar en cocinas solares, en forjas solares y en colectores solares utilizados para calentar agua para uso doméstico. También se pueden utilizar para generar vapor o para impulsar un motor Stirling.
Las lentes de Fresnel pueden concentrar la luz solar en las células solares en una proporción de casi 500:1. Esto permite reducir la superficie de las células solares activas, lo que reduce los costes y permite el uso de células más eficientes que de otro modo serían demasiado caras. A comienzos del siglo XXI, reflectores de Fresnel comenzó a ser utilizado en la concentración de la energía solar de plantas (CSP) para concentrar la energía solar. Una aplicación fue precalentar agua en la central eléctrica de carbón Liddell, en Hunter Valley, Australia.
Las lentes de Fresnel se pueden utilizar para sinterizar la arena, lo que permite la impresión 3D en vidrio.